# Aeron (mitologia celtycka)
Aeron – celtycki bóg wojny lub rzezi, czczony przez Brytów.